# المدورة (جبلة)

تعديل مصدري - تعديل

المدورة محلة تابعة لقرية الشمسية، التابعة لعزلة الربادي بمديرية جبلة إحدى مديريات محافظة إب في الجمهورية اليمنية، بلغ تعداد سكانها 112 حسب تعداد اليمن لعام 2004.